# Косаківський Віктор Афанасійович
Віктор Афанасійович Косаківський (31.01.1962, Чечельник, Чечельницький район, Вінницька область) — музеєзнавець, етнограф, фольклорист, археолог, народний майстер, педагог, кандидат історичних наук, доцент кафедри історії та культури України факультету історії, етнології і права Вінницького педагогічного університету ім. Коцюбинського, член Національної спілки краєзнавців України, член науково-технічної ради Національного природного парку «Кармелюкове Поділля».

## Життєпис
Косаківський Віктор Афанасійович народився 31 січня 1962 року в смт. Чечельник Чечельницького району Вінницької області.
У 1988 р. закінчив історичний факультет Вінницького державного педагогічного інституту імені М. Островського (спеціальність — вчитель історії та суспільствознавства).
У 1988—2000 рр. працював у Вінницькому обласному краєзнавчому музеї на посадах: молодший науковий працівник, науковий працівник, ст. науковий працівник, завідувач сектору археології, завідувач сектору археології і етнографії, провідний науковий працівник.
Автор низки виставок: «Національна символіка Поділля» (1991—1993) в співавторстві з Ю. К. Савчуком, «Ремесла та промисли подолян» (1994—1997), «Живий вогонь» (1996) — персональна виставка Заслуженого майстра народної творчості України Гончара О. Г. Луцишина, «Килими Поділля» (1998), «Народний одяг подолян» (2000).
З жовтня 2000 року і до сьогодні працює у Вінницькому державному педагогічному університеті імені Михайла Коцюбинського. Доцент кафедри історії та культури України факультету історії, етнології і права. Викладає навчальні дисципліни: «Етнографія України», «Етнологія України», «Етнопам'яткознавство», «Релігієзнавство». Проводить археологічну практику. Формував етнографічну колекцію та створював етнографічний музей при кафедрі етнології (2000—2003). Заснував Рукописний фонд студентських польових фольклорно-етнографічних досліджень. Очолює науковий етнографічно-археологічний гурток (існує з 2001 р.), в якому навчає студентів різних видів народних ремесел та проводить наукові дослідження.
Веде активну профорієнтаційну, просвітницьку та науково-популяризаторську роботу на обласному радіо і телебаченні м. Вінниці.
Виготовляє види виробів народних ремесел: малюнок на склі, кошики з лози, витинанку, писанку, глиняну іграшку тощо.
Досліджує археологію (трипільську культуру, археологічні пам'ятки Поділля різних епох, музейні колекції та персоналії дослідників), етнографію (ремесла і промисли подолян, народне мистецтво, народний одяг, звичаї та обряди), фольклор (пісенний і прозовий), історію та краєзнавство.
Проводив археологічні розкопки у смт. Чечельник Чечельницького району (1990) та у с. Буша Ямпільського району (2007—2009) Вінницької області. Організує археологічні розвідки та вивчає археологічні пам'ятки краю. Відкрив трипільські поселення біля смт. Чечельник (одно на території цукрового заводу, а інше на південь від селища в урочищі (ур.) Вишенька), с. Кривецьке (Тартацька сільрада), в ур. Коліно біля с. Луги; поселення черняхівської культури в ур. Вишенька та біля сіл Рогізка, Каташин, а також кургани біля Чечельника, Стратіївки та Рогізки. Всі пам'ятки знаходяться на території Чечельницького району Вінницької області.
Учасник більше 100 міжнародних, всеукраїнських, регіональних та університетських наукових конференцій. В тому числі: 6-27 Вінницької історико-краєзнавчої конференції, (Вінниця, 1988—2016); I-го польового семінару «Ранние земледельческие поселения-гиганты трипольской культуры на Украине», (Тальянки, 1990); всеукраїнських і міжнародних конференцій: «Трипільське поселення Кошилівці — Обоз» (до 120-річчя відкриття), (Заліщики, 1998), «Трипільський світ і його сусіди» (Збараж, 2001), «Трипільські поселення — гіганти», (Київ, 2003), «Древні землероби Європи: нові відкриття та гіпотези», присвяченої ювілею видатного дослідника трипільської культури К. К. Черниш, (Збараж, 2004), «С. Н. Бибиков и первобытная археология», (Київ, 2008), «Ранньоземлеробські культури Буго-Дніпровського межиріччя: проблеми дослідження», (Умань, 2009), «Прадавні землероби Південно-Східної Європи (до 30-річчя дослідження поселення-гіганта Тальянки та 10-річчя співпраці з „Search Foundation“ USA)», (Київ-Тальянки, 2011), «Ранние земледельческие культуры Кавказа»: международ. науч. конф., посвященная 60-летию открытия памятника Кюльтепе в Азербайджане", (Баку, 2012); Международ. науч.-практ. конф. «VI Кирилло-Мефодиевские чтения», (Уфа, 2012); Міжнарод. наук. конф. «Українська професійна та етнічна культура: нові ракурси дослідження, інтеграція у світовий цивілізаційний процес», (Київ, 2012); VIII Міжнарод. конгрес україністів «Тарас Шевченко і світова україністика: історичні інтерпретації та сучасні рецепції» (до 200-річчя від дня народження Т. Г. Шевченка), (Київ, 2013); Наукова конференція «Міста і містечка Поділля від доби Середньовіччя до початку XX ст.», (Вінниця, 2015) тощо.
Кандидат історичних наук. 25 березня 2013 р. в ІМФЕ ім. М. Рильського НАН України захистив кандидатську дисертацію на тему «Етнокультурна характеристика населення містечка Чечельника в історичному розвитку (ХІХ — початок XXI століття)».
Дійсний член Центру дослідження історії Поділля, член Національної спілки краєзнавців України, член науково-технічної ради Національного природного парку «Кармелюкове Поділля».
Автор 235 наукових праць, в тому числі монографії «Нариси з історії Чечельника. З найдавніших часів до наших днів» (Вінниця, 2000, у співавт.). Понад 60 наукових праць написано на археологічну тематику, переважна більшість яких присвячена дослідженню трипільської культури, а саме пам'яток Чечельницької локально-хронологічної групи та історії трипільського ткацтва. Є автором статей до II тому «Енциклопедії трипільської цивілізації»: «Білий Камінь», «Чечельник», «Чечельницька група», «Відбитки текстилю». Співатор публікацій про відомих дослідників археології Поділля — І. І. Зайця та П. І. Хавлюка.

## Публікації
- Буша: природа, археологія, етнографія та фольклор сіл Бушанської сільської ради / ред.: В. А. Косаківський [та ін.], В. П. Будзиган [та ін.].– Вінниця: Вінницька газета, 2009.– 206 с. : іл.
- Від військової контррозвідки до вивчення таємниць тисячоліть / упоряд. В. Г. Заєць ; наук. ред. В. А. Косаківський. — Вінниця: НОВА КНИГА, 2010. — 712 с.: іл.
- Вовк С. Т. Нариси з історії Чечельника: з найдавніших часів до наших днів / С. Т. Вовк, В. А. Косаківський, С. В. Таранець. — Вінниця, 2000.–213 с. : фото, портр.
- Заєць І. І. Трипільська культура на Поділлі / І. І. Заєць ; наук. ред. В. А. Косаківський. — Вінниця, 2001. — 184 с.
- Заєць І. І. Витоки духовної культури українського народу: монографія / І. І. Заєць ; наук. ред. В. А. Косаківський. — Київ: Аратта, 2006. — 328 с. : іл.
- Козюк В. Є. Хата під стріхою. Останній штрих минулого тисячоліття. Світлини народного художника України Володимира Козюка / В. Є. Козюк, В. А. Косаківський. — Вінниця: ТОВ «Нілан- ЛТД», 2017. — 272 с.
- Косаківський, В. А. Методичні матеріали до курсу «Етнографія України»: для студ. спец. «Музика та українознавство», «Укр. мова, укр. літ. та українознавство», «Історія та українознавство» / В. А. Косаківський ; ВДПУ ім. М.Коцюбинського. — Вінниця, 2007. — 95 с.
- Косаківський, В. А. Методичні матеріали до курсу «Етнографія України»: для студ. спец. «Укр. мова, укр. літ. та українознавство» / В. А. Косаківський; ВДПУ ім. М. Коцюбинського. — Вид. 3-тє перероб. і доп. — Вінниця: ВДПУ , 2011. — 124 с.
- Косаківський, В. А. Методичні матеріали до курсу «Етнографія України» / В. А. Косаківський ; Вінницький держ. пед. ун-т ім. М. Коцюбинського. — Вид. 5 те, змін. перероб. та доп. –Вінниця, 2014. — 120 с.
- Косаківський, В. А. Методичні матеріали до курсу «Етнографія України» / В. А. Косаківський ; Вінницький держ. пед. ун-т ім. М. Коцюбинського. — Вид. 7 ме, зі змін. та доп. — Вінниця, 2015. — 157 с.
- Косаківський, В. А. Методичні матеріали до курсу «Етнологія України» / В. А. Косаківський ; Вінницький держ. пед. ун-т ім. М. Коцюбинського.– Вінниця, 2016. — 130 с.
- Косаківський, В. А. Методичні матеріали до курсу «Етнографія України»: галузь знань 0203 Гуманітарні науки напрям підготовки 6.020302 Історія / В. А. Косаківський ; Вінницький держ. пед. ун-т ім. М. Коцюбинського. — Вид. 8 ме, зі змін. та доп. — Вінниця, 2016. — 152 с.

- Легенди з-над сивого Бужка: природа, археологія, історія, етнографія та фольклор сіл Митинці, Хотьківці, Вереміївка і Заруддя Красилівського району на Хмельниччині / ред.: В. А. Косаківський ; А. В. Гудзевич, З. С. Гудченко, С. О. Гусєв [та ін.]. — Київ: Майстерня книги, 2010. — 343 с. : іл.